# Никола Чилов
Никола Чилов е български индустриалец, създател на най-големия химически завод на Балканите през първата половина на ХХ век.

## Биография

### Семейство, образование, начална дейност
Роден е през 1885 г. в родопското село Карлуково, днес Славейно, Смолянско. Баща му е абаджия и терзия. По-малък син на семейството е проф. Константин Чилов.
Никола Чилов учи първоначално в родното си село, после за кратко учителства в село Петково. Продължава образованието си в Търговската гимназия в Свищов, а след година се прехвърля в Солунската българска търговска гимназия. След Солунските атентати през 1903 г. и последвалите репресии се връща в Свищовската търговска гимназия, където се дипломира с отличие. Постъпва като счетоводител в пловдивския клон на Генералната банка. Висшето си образование започва в Берлин, продължава в Ерланген (Германия), където учи става държавни и финансови науки, и през 1910 година завършва с докторат. Две години е главен счетоводител при екзарх Йосиф в Българската екзархия в Цариград. През 1914 г. се жени Мара Селджобалова, дъщеря на видния цариградски търговец Константин Селджобалов.

### Индустриална и благотворителна дейност
През 1914 година напуска Цариград и се завръща в България. Създава Акционерно дружество за химическо производство – гара Костинброд, което става най-голямото химическо предприятие на Балканите, изнасящо продукцията си в САЩ, Англия, Япония, Италия, Германия и други държави. Построява пътища до завода и жп гарата в Костинброд, която става третата по стокооборот в България.
Никола Чилов е председател на Съюза на българските индустриалци, председател на Българо-американската камара, на Родопското културно дружество и др. Два пъти му предлагат министерски постове, но той отказва.
Благотворителната му дейност е насочена към образованието, здравеопазването, църквата. Многократно дарява средства на училището и черквата в Костинброд. Първото име на  единственото основно училище в село Костинброд тогава е „Мара и Никола Чилови“, сградата му е построена през 1922 г. Създава овощни и зеленчукови градини в района, жилищен квартал (“Фондови жилища“) и улици. В своя завод създава една от най-добрите здравни системи и първата химическа лаборатория.
Никола Чилов умира през 1936 година.
През 40-те години след неговата смърт фабриката е преименувана на „Заводи д-р Никола Чилов“.